# Macrocosme
Le macrocosme (du grec macro = long, grand) « c'est le monde en tant qu'organisme analogue à l'homme, une totalité dont les parties sont en correspondance »,.
Dans un sens plus moderne, « macrocosme » désigne une vue globale (on parle de « vision macroscopique, en économie »). Synonyme : « macroscope » (Joël de Rosnay, 1975).
Ne pas confondre avec la macrosociologie et la microsociologie.

## Le mot
Étymologiquement, "macrocosme" signifie "grand monde", du grec macros (μακρός, "grand") et cosmos (κόσμος, "monde"). Macrocosme : grand monde, donc l'univers par rapport à l'homme qui est un "petit monde".

## Historique
Cette notion est utilisée en complémentarité avec le microcosme, principalement dans les cultures et croyances d'Asie, dans les principes d'équilibre taoïstes par exemple ou encore dans l'image de Ganesh, un dieu de l'hindouisme.
En Occident on peut faire remonter les notions (pas les mots) de macrocosme et microcosme à l'orphisme et au pythagorisme, mais aussi au Timée de Platon. Pythagore établit une analogie entre les quatre saisons du monde et les quatre âges de la vie d'un homme.
"Il [Pythagore] divise ainsi la vie de l'homme. Enfant vingt ans, tout jeune homme vingt ans, homme jeune vingt ans, vieillard vingt ans. Et les âges sont dans la correspondance suivante avec les saisons : enfant/printemps, tout jeune homme/été, homme jeune/automne, vieillard/hiver" .
Le grand théoricien est Paracelse (1493-1541), qui marque bien que le microcosme est un monde en petit et que le macrocosme n'est pas le tout de la Nature, seulement le niveau visible :
"Quelle est cette poussière dont l'homme a été formé ? Elle est le limon de la terre, c'est-à-dire le grand monde... De la quintessence que l’Écriture appelle le limon de la terre, ce même Dieu, après avoir créé le grand monde, a formé le petit monde. L'homme est ce petit monde qui contient toutes les qualités du grand monde. C'est pourquoi on l'appelle un microcosme. L'homme est la quintessence du firmament et des éléments, du ciel et de la terre... La conception offre l'exemple de ce concours entre les forces extérieures et les forces intérieures. Les astres du macrocosme et ceux du microcosme forment entre eux des combinaisons qui engendrent une action spécifique au moment de la conception..." (Philosophia Sagax, 1571).
Papus, le grand maître du néo-occultisme : 
"Une seule et même loi préside à la constitution de l’univers. Il y a un Petit Univers ayant en raccourci en lui toutes les lois du grand univers, et au moyen duquel, par analogie, on peut redécouvrir toutes les lois générales. Ce petit univers, c’est le micro-cosmos ou Microcosme : c’est l’homme. À côté de ce résumé fait à l’image du grand univers, il y a ce Grand Univers, l’Omnivers de Michel de Figanières, ou le macrocosme, Macrocosme, ou grand univers de la tradition initiatique. Le Macrocosme forme le corps de Dieu. Ce corps de Dieu, dont les soleils sont les organes centraux, et les planètes, les cellules, n’est pas plus Dieu lui-même que notre corps n’est notre moi. C’est le support des forces divines ou astrales en circulation".

Les légendes et les contes sont également très fertiles sur le sujet avec des univers contenant ou contenus. Le plus souvent la différence porte sur la taille moindre (le monde dans la poche, le génie de la bouteille, Les Voyages de Gulliver, etc.).

## Science
On y parle plus couramment du macroscopique et du microscopique qui désignent des échelles d'observations, par exemple l'agitation moléculaire au niveau microscopique peut être traduite en notion de chaleur au niveau macroscopique (qui ici peut correspondre à l'échelle humaine).
Joël de Rosnay, alors directeur du développement et des relations internationales de la Cité des sciences et de l'Industrie de La Villette :
"Aujourd'hui, nous sommes confrontés à un autre infini : l'infiniment complexe... Nous sommes confondus par le nombre et la prodigieuse variété des éléments, des relations, des interactions ou des combinaisons sur lesquels reposent le fonctionnement des grands systèmes dont nous sommes les cellules, pour ne pas dire les rouages... Il nous faut un nouvel outil... Cet outil, je l'appelle le macroscope (macro, grand ; et skopein, observer).... C'est un instrument symbolique, fait d'un ensemble de méthodes et de techniques empruntées à des disciplines très différentes... Le macroscope filtre les détails, amplifie ce qui relie, fait ressortir ce qui rapproche. Il ne sert pas à voir plus gros ou plus loin. Mais à observer ce qui est à la fois trop grand, trop lent et très complexe pour nos yeux (comme la société humaine, cet organisme gigantesque qui nous est totalement invisible)... L'approche systémique, c'est une nouvelle approche que symbolise le macroscope. Elle s'appuie sur une démarche globale des problèmes ou des systèmes que l'on étudie et se concentre sur le jeu des interactions entre leurs éléments" .
Le principe de macrocosme (de niveau d'organisation supérieur et sous entendu distinct) n'est pourtant pas exclu des sciences modernes. Les sciences humaines d'abord (en linguistique, en économie, sociologie, ...) ont introduit des notions comme le holisme, puis les sciences dites exactes (en biologie, en physique, en mathématiques, etc.), ont sur ces bases élaboré la systémique. Le but étant de généraliser le principe d'étude des sujets au sein de la globalité, et non plus dans un système virtuel parfait mais finalement limité dans son intérêt.  (cf Le Macroscope par exemple). [réf. nécessaire]
Mais des conséquences fausses en sont tirées[Quoi ?]. Ainsi la théorie du chaos  a rendu célèbre l'image du battement d'ailes de papillon qui déclenche un ouragan, autrement dit la nature aléatoire du macrocosme météorologique peut faire remonter le facteur déclencheur à l'infime microcosme du mouvement d'un insecte.
Le principe d'émergence quant à lui considère que des caractéristiques sont inhérentes à un degré de complexité, ce qui va dans le sens de niveau d'organisation différent en fonction des échelles, rejoignant ainsi le sens premier d'un ordre établi à un niveau éloigné.